# Maxim der Grieche

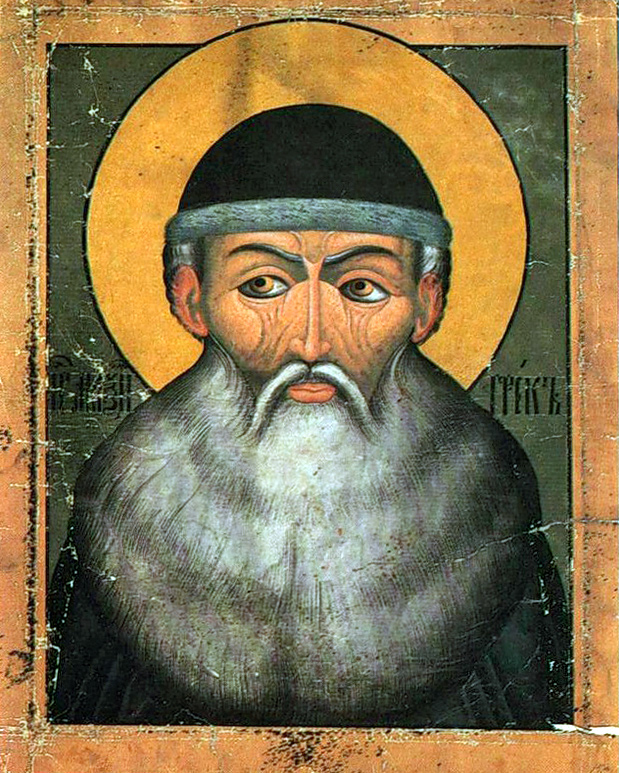
Maxim der Grieche

Maxim der Grieche (griechisch Μάξιμος ὁ Γραικός, russisch: Максим Грек, Geburtsname Michail Trivolis, Μιχαήλ Τρίβολης, * um 1470 in Arta, Griechenland; † 21. Januar 1556 in Sergijew Possad) war ein griechischer Schriftsteller, Übersetzer und Mönch. Er ist ein Heiliger der orthodoxen Kirche.

## Leben
Trivolis stammte aus einer aristokratischen Familie und erhielt eine hochstehende Ausbildung. Die Schule absolvierte er in Korfu. Im Alter von etwa 20 Jahren übersiedelte er nach Italien, um alte Sprachen zu studieren und sich philosophischen Studien zu widmen. Dort beeinflussten ihn Humanisten wie Aldo Manuzio. In Florenz hörte er Savonarola predigen. 1507 kehrte er aus Italien nach Griechenland zurück und trat in ein Kloster auf dem Berg Athos ein, wo er den Ordensnamen Maxim annahm. 1517 erreichte ihn ein Ruf des Großfürsten Wassili III., der Übersetzer für die Verbesserung und Vermehrung der russischen liturgischen Bücher suchte. Maxim, der noch kein Russisch konnte, nahm 1518 seinen Wohnsitz in Moskau. Bald geriet er jedoch wegen der Übersetzungsarbeit in Konflikt mit dem Metropoliten Daniel († 1539), der ihn 1525 von einer Synode als Häretiker verurteilen und in Klosterhaft setzen ließ. Durch seine Ablehnung der zweiten Heirat des Großfürsten zog Maxim sich auch dessen Feindschaft und die Feindschaft seiner Frau, der späteren Regentin Helena Glinskaja, zu und wurde 1531 erneut verurteilt. Die Jahre 1525 bis 1556 verbrachte er überwiegend in Gefangenschaft in wechselnden Klöstern. Maxim starb im Dreifaltigkeitskloster von Sergijew Possad.
Maxim der Grieche gehört zu den Persönlichkeiten der russischen Geschichte, die auf dem 1862 fertiggestellten Nationaldenkmal Tausend Jahre Russland im Nowgoroder Kreml dargestellt sind.